# Boulengers klompvoetkikker
Boulengers klompvoetkikker (Atelopus boulengeri) is een kikker uit de familie padden of Bufonidae. De soort werd voor het eerst wetenschappelijk beschreven door Peracca in 1904.

## Verspreiding en habitat
Deze kleine soort heeft een kikker-achtige bouw en wordt maximaal 2,5 centimeter lang. Het verspreidingsgebied ligt in Zuid-Amerika; Ecuador en Peru. Het biotoop bestaat uit beboste hellingen van de rivier de Andes en de vele zijtakken hiervan. Deze pad heeft een vochtige omgeving nodig, en klimt in struiken en bomen op jacht naar insecten en andere kleine ongewervelden.

## Algemeen
De kleur is donkerbruin tot zwart met kleine feloranje vlekjes op de rug, die soms samensmelten tot strepen. De flank is meestal bruin tot donkerbruin en heeft een oranje flankstreep, de buik is wit. Het zijn een van de weinige niet-Dendrobates soorten die erg giftig zijn, de dieren maken dit zelf niet aan, maar slaan het gif uit prooidieren op in de huid, zoals giftige kevers of mieren. Dit gif heet tetrodotoxine, en tast het zenuwstelsel aan; omdat het ook dermaal werkt, dient men deze pad niet aan te raken.
Als hij toch wordt aangevallen, gaat de pad op de rug liggen en beweegt niet meer in de hoop een predator te misleiden; deze eten meestal geen aas, en laten het schijndode klompvoetkikkertje liggen. Deze zeldzame kikker is sinds 1984 niet meer gezien.